# Chaillac-sur-Vienne
Chaillac-sur-Vienne è un comune francese di 1 143 abitanti situato nel dipartimento dell'Alta Vienne nella regione della Nuova Aquitania.

## Società

### Evoluzione demografica
Abitanti censiti